# Église Saint-Étienne de Calcutta
Pour les articles homonymes, voir Église Saint-Étienne.
L’église Saint-Étienne (St Stephen Church) est un édifice religieux anglican sis à Kidderpore, un faubourg méridional de la ville de Calcutta (Inde). Construite en 1844 à proximité du port de Calcutta, elle fut tout au long de son histoire « l’église des hommes de la mer ».

## Histoire

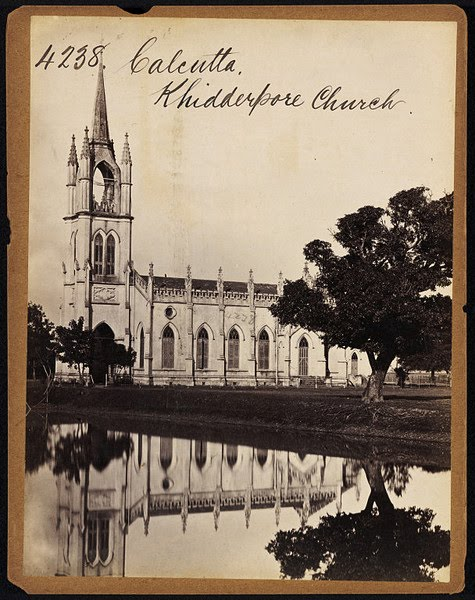
L'église Saint-Étienne entre 1850 et 1870 (photo de Francis Frith)

L’édifice se trouve à Kidderpore, non loin du port de Calcutta, au départ de la très longue ‘Diamond Harbour Rd’. La pierre d’angle, posée par le Gouverneur général des Indes, Lord Ellenborough, porte la date du 6 janvier 1844. Ouverte au culte en 1846. l’église était le lieu de culte habituel du gouverneur général dont la résidence — le Belvedère, aujourd’hui Bibliothèque nationale — n’en est pas éloignée.   
En 1848, l’église devient une chapellenie anglicane particulièrement tournée vers les gens de la mer. Elle devient église paroissiale en 1870. Son association avec l’apostolat de la mer est illustrée par les nombreuses plaques funéraires (avec symboles maritimes traditionnels de chaines et ancre), que l’on peut y voir. 
Ainsi :
- Une plaque rappelant que James Henry Johnston mourut en mer, près du cap de Bonne Espérance, le 5 mai 1851
- Une plaque rappelant Walter Johnson, mort en mer le 27 juin 1865.
- La plaque funéraire d’Edgar Belhouse, 3e officier du navire ‘Khyber’, qui mourut noyé dans le Hooghly le 11 mai 1890.
- Une autre plaque porte les noms de marins, avec leur désignation, qui moururent en mer.

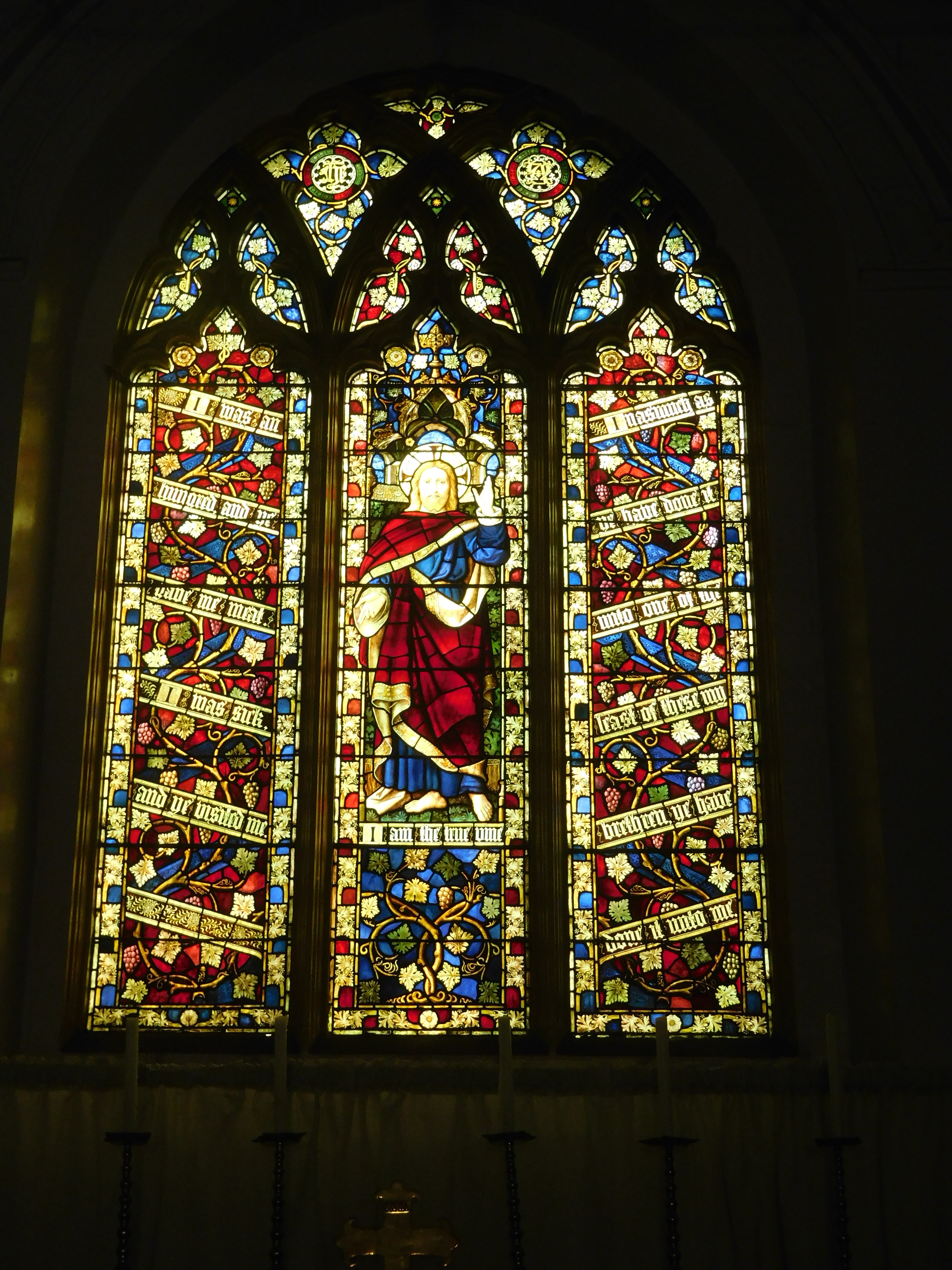
Vitrail sur le thème Je suis la Vigne

Après l’indépendance de l’Inde, l’église fut négligée et, peu utilisée, son état se détériora à partir des années 1960. Une des poutres majeures de l’édifice s’écroula et le toit perdit son imperméabilité. Un gros travail de rénovation fut entamé à partir de 2013 et les services religieux dominicaux de tradition anglicane y sont à nouveau célébrés avec l’aide d’une chorale composée de garçons et filles de l’école Saint-Thomas — l'une des plus anciennes écoles de Calcutta — qui lui est voisine et associée.   

## Description
L’église Saint-Étienne attire l’attention par son curieux clocher construit à la manière d’un bateau-phare.
L’intérieur est simple et élégant. Les murs sont tapissés de tablettes funéraires, certaines très anciennes rappelant que l’église fut la chapellenie des gens de la mer. Dans le chœur se trouvent, du côte gauche, l’orgue et du côté droit une chaire de vérité en marbre. 
Le mur du chevet est orné d’un vitrail de grande dimension illustrant le thème de paroles de Jésus : « Je suis la vraie vigne » (Jn 15 :1).